# Villa martinorum
Villa martinorum är en tvåvingeart som beskrevs av Joseph Hannum Painter 1962. Villa martinorum ingår i släktet Villa och familjen svävflugor. Inga underarter finns listade i Catalogue of Life.